# Liste der österreichischen Konsumentenschutzminister

## Konsumentenschutzminister der Republik Österreich

### Legende
- Nr.: chronologische Reihenfolge der Bundesminister
- Bundesminister: Name
- Lebensdaten: Geburts- und Sterbedatum mit Ortsangaben
- Partei: politische Herkunft des Bundesministers
  -  SPÖ  Sozialdemokratische Partei Österreichs (1945–1991: Sozialistische Partei Österreichs)
  -  ÖVP  Österreichische Volkspartei
  -  FPÖ  Freiheitliche Partei Österreichs
  -  BZÖ  Bündnis Zukunft Österreich
  -  GRÜNE  Die Grünen – Die Grüne Alternative
  - parteilos
- Regierung: die Kabinette (Regierungsmannschaften) mit der jeweiligen Liste der Regierungsmitglieder
- Amtszeit: Dauer der jeweiligen Amtsperiode. In der Ersten Republik sind Zeiten, in denen der zurückgetretene Kanzler mit der Fortführung der Geschäfte betraut wurde, inkludiert; in der Zweiten Republik sind solche Zeiten in Fußnoten eigens ausgewiesen.
- Ministerium: Bezeichnung des Ministeriums

### Liste
| Zweite Republik (seit 1945) | Zweite Republik (seit 1945) | Zweite Republik (seit 1945) | Zweite Republik (seit 1945)                                           | Zweite Republik (seit 1945) | Zweite Republik (seit 1945)   | Zweite Republik (seit 1945)                                  | Zweite Republik (seit 1945) |
| Nr.                         | Bundesminister              | Bundesminister              | Lebensdaten                                                           | Partei                      | Regierung                     | Amtszeit                                                     | Ministerium |
| --------------------------- | --------------------------- | --------------------------- | --------------------------------------------------------------------- | --------------------------- | ----------------------------- | ------------------------------------------------------------ | --- |
| 1                           |                             | Elfriede Karl               | * 14. September 1933 in Salzburg                                      | SPÖ                         | Sinowatz                      | 01.01.1984 – 10.09.1984                                      | Bundesministerium für Familie, Jugend und Konsumentenschutz |
| 2                           |                             | Gertrude Fröhlich-Sandner   | * 25. April 1926 als Gertrude Kastner in Wien; † 13. Juni 2008 ebenda | SPÖ                         | Sinowatz Vranitzky I          | 10.09.1984 – 21.01.1987                                      | Bundesministerium für Familie, Jugend und Konsumentenschutz |
| 3                           |                             | Marilies Flemming           | * 16. Dezember 1933 in Wiener Neustadt                                | SPÖ                         | Vranitzky II                  | 21.01.1987 – 31.03.1987                                      | Bundesministerium für Familie, Jugend und Konsumentenschutz |
| 3                           | 01.04.1987 – 31.01.1991     | Marilies Flemming           | * 16. Dezember 1933 in Wiener Neustadt                                | SPÖ                         | Vranitzky II                  | Bundesministerium für Umwelt, Jugend und Familie             | |
| 4                           |                             | Harald Ettl                 | * 7. Dezember 1947 in Gleisdorf                                       | SPÖ                         | Vranitzky III                 | 01.02.1991 – 03.04.1992                                      | Bundesministerium für Gesundheit, Sport und Konsumentenschutz |
| 5                           |                             | Michael Ausserwinkler       | * 15. Jänner 1957 in Klagenfurt                                       | SPÖ                         | Vranitzky III                 | 03.04.1992 – 17.03.1994                                      | Bundesministerium für Gesundheit, Sport und Konsumentenschutz |
| 6                           |                             | Christa Krammer             | * 22. Juni 1944 in Deutschkreutz                                      | SPÖ                         | Vranitzky III Vranitzky IV    | 17.03.1994 – 31.12.1994                                      | Bundesministerium für Gesundheit, Sport und Konsumentenschutz |
| 6                           | Vranitzky IV Vranitzky V    | Christa Krammer             | * 22. Juni 1944 in Deutschkreutz                                      | SPÖ                         | 01.01.1995 – 27.01.1997       | Bundesministerium für Gesundheit und Konsumentenschutz       | |
| 6a                          |                             | Eleonora Hostasch           | * 9. Juli 1954 in Wien;                                               | SPÖ                         | Klima                         | 28.01.1997 – 14.02.1997                                      | Bundesministerium für Gesundheit und Konsumentenschutz (mit Fortführung der Geschäfte betraut)                                                                             |
| 6b                          |                             | Viktor Klima                | * 4. Juni 1947 in Wien;                                               | SPÖ                         | Klima                         | 15.02.1997 – 26.02.1997                                      | Bundeskanzleramt |
| 7                           |                             | Barbara Prammer             | * 11. Jänner 1954 in Ottnang am Hausruck; † 2. August 2014 in Wien    | SPÖ                         | Klima                         | 26.02.1997 – 04.02.2000                                      | Bundesministerin für Frauenangelegenheiten und Verbraucherschutz im Kanzleramt                                                                                             |
| 7a                          |                             | Wolfgang Schüssel           | * 7. Juni 1944 in Wien                                                | ÖVP                         | Schüssel I                    | 04.02.2000 – 31.03.2000                                      | Bundeskanzleramt |
| 8                           |                             | Dieter Böhmdorfer           | * 11. Juni 1943 in Trautenau                                          | FPÖ                         | Schüssel II                   | 01.04.2000 – 30.04.2003                                      | Bundesministerium für Justiz |
| 9                           |                             | Herbert Haupt               | * 28. September 1947 in Seeboden, Kärnten                             | FPÖ                         | Schüssel II                   | 01.05.2003 – 25.01.2005                                      | Bundesministerium für soziale Sicherheit, Generationen und Konsumentenschutz                                                                                               |
| 10                          |                             | Ursula Haubner              | * 22. Dezember 1945 in Goisern, Oberösterreich                        | FPÖ / BZÖ                   | Schüssel II                   | 26.01.2005 – 11.01.2007                                      | Bundesministerium für soziale Sicherheit, Generationen und Konsumentenschutz                                                                                               |
| 11                          |                             | Erwin Buchinger             | * 25. Dezember 1955 in Mauthausen                                     | SPÖ                         | Gusenbauer                    | 11.01.2007 – 28.02.2007                                      | Bundesministerium für soziale Sicherheit, Generationen und Konsumentenschutz                                                                                               |
| 11                          | 01.03.2007 – 02.12.2008     | Erwin Buchinger             | * 25. Dezember 1955 in Mauthausen                                     | SPÖ                         | Gusenbauer                    | Bundesministerium für Soziales und Konsumentenschutz         | |
| 12                          |                             | Rudolf Hundstorfer          | * 19. September 1951 in Wien; † 20. August 2019 auf Brač              | SPÖ                         | Faymann I                     | 02.12.2008 – 31.01.2009                                      | Bundesministerium für Soziales und Konsumentenschutz |
| 12                          | Faymann I Faymann II        | Rudolf Hundstorfer          | * 19. September 1951 in Wien; † 20. August 2019 auf Brač              | SPÖ                         | 01.02.2009 – 26.01.2016       | Bundesministerium für Arbeit, Soziales und Konsumentenschutz | |
| 13                          |                             | Alois Stöger                | * 3. September 1960 in Linz                                           | SPÖ                         | Faymann II Kern               | 26.01.2016 – 18.12.2017                                      | Bundesministerium für Arbeit, Soziales und Konsumentenschutz |
| 14                          |                             | Beate Hartinger-Klein       | * 9. September 1959 in Graz                                           | FPÖ                         | Kurz I                        | 18.12.2017 – 22.05.2019                                      | Bundesministerium für Arbeit, Soziales und Konsumentenschutz ab 8. Januar 2018 Bundesministerium für Arbeit, Soziales, Gesundheit und Konsumentenschutz                    |
| 15                          |                             | Walter Pöltner              | * 29. Februar 1952 in Wien                                            | Unabh.                      | Kurz I, Einstw. BR Löger      | 22.05.2019 – 03.06.2019                                      | Bundesministerium für Arbeit, Soziales, Gesundheit und Konsumentenschutz                                                                                                   |
| 16                          |                             | Brigitte Zarfl              | * 11. August 1962 in Krems an der Donau                               | Unabh.                      | Bierlein                      | 03.06.2019 – 07.01.2020                                      | Bundesministerium für Arbeit, Soziales, Gesundheit und Konsumentenschutz                                                                                                   |
| 17                          |                             | Rudolf Anschober            | * 21. November 1960 in Wels                                           | GRÜNE                       | Kurz II                       | 07.01.2020 – 19.04.2021                                      | Bundesministerium für Arbeit, Soziales, Gesundheit und Konsumentenschutz ab 29. Januar 2020 Bundesministerium für Soziales, Gesundheit, Pflege und Konsumentenschutz       |
| 18                          |                             | Wolfgang Mückstein          | * 5. Juli 1974                                                        | GRÜNE                       | Kurz II Schallenberg Nehammer | 19.04.2021 – 08.03.2022                                      | Bundesministerium für Soziales, Gesundheit, Pflege und Konsumentenschutz                                                                                                   |
| 19                          |                             | Johannes Rauch              | * 24. April 1959                                                      | GRÜNE                       | Nehammer Schallenberg         | 08.03.2022 – 03.03.2025                                      | Bundesministerium für Soziales, Gesundheit, Pflege und Konsumentenschutz                                                                                                   |
| 20                          |                             | Korinna Schumann            | * 10. April 1966                                                      | SPÖ                         | Stocker                       | 03.03.2025 –                                                 | Bundesministerium für Soziales, Gesundheit, Pflege und Konsumentenschutz ab 1. April 2025 Bundesministerium für Arbeit, Soziales, Gesundheit, Pflege und Konsumentenschutz |
| Nr.                         | Bundesminister              | Bundesminister              | Lebensdaten                                                           | Partei                      | Regierung                     | Amtszeit                                                     | Ministerium |